# Chudoba (zespół muzyczny)
Chudoba – polska grupa muzyczna wykonująca folk słowiański, bałkański, rosyjski i ukraiński.

## Historia
Grupa powstała w 1993 roku z inicjatywy grupy studentów Uniwersytetu Wrocławskiego, zafascynowanych muzyką folkową.
Od początku istnienia grupa brała udział w wielu festiwalach i wydarzeniach kulturalnych, zdobywając nagrody i wyróżnienia. Poza Polską Chudoba koncertowała w Austrii, Belgii, Czechach, Niemczech, Norwegii, USA, we Włoszech i na Węgrzech. Występowała m.in. w TVP i TV Polonia, austriackiej telewizji 3SAT, Polskim Radio i belgijskim Radio 1.
W 1998 roku zespół zdobył Grand Prix pierwszej polskiej edycji Konkursu Muzyki Folkowej „Nowa Tradycja” zorganizowanego przez Polskie Radio w ramach współpracy z Europejską Unią Radiową. Rok później Chudoba reprezentowała Polskę na The New Tradition EBU Folk Festival w Dranouter (Belgia). W roku 2000 jako jedyny polski wykonawca wystąpiła na prestiżowych targach muzycznych The Worldwide Music Expo WOMEX w Berlinie. W 2006 roku Chudoba udanie reprezentuje Polskę, od strony muzycznej na Mistrzostwach Świata w Piłce Nożnej, będąc jedną z gwiazd na Etno Cup Day w Hanowerze.
W latach 1995–1996 Chudoba nagrała dwie kasety – „Graj muzyka” i „Nasza polka” (FolkTime). Wybór z tego materiału złożył się na płytę CD „Nasza muzyka”, wydaną w roku 1999 przez Pomaton EMI (nominacja do Folkowego Fonogramu Roku 1999). W Niemczech płytę „Chudoba – Polkas, Lullabies & Wedding Songs” wydała wytwórnia WeltWunder (2000). Muzyka zespołu znalazła się również na kilku innych wydawnictwach w Polsce, Niemczech i Austrii. W 2003r nowa płyta zespołu CD „Już się rozziedniewa”. Rok 2005 to wspólny projekt z Bente Kahan i płyta „Bente Kahan presents: Sing With Us In Yiddish”. Pomiędzy 2005 i 2011 rokiem grupa zagrała wiele koncertów w kraju i za granicą. Pod koniec roku 2011 zespół rozpoczął pracę nad swoją nową płytą.

## Muzycy

### Obecny skład zespołu
- Małgorzata Otrocka – skrzypce, śpiew
- Katarzyna Ryszewska – śpiew, przeszkadzajki
- Sylwia Świsłocka-Karwot – śpiew, przeszkadzajki
- Robert Ruszczak – śpiew, akordeon, mandolina, sopiłki
- Jacek Ryszewski – gitara klasyczna, śpiew
- Janusz Wawrzała – bębny, perkusja, śpiew
- Mirosław Mały – kontrabas, śpiew

### Muzycy współpracujący
- Barbara Ulatowska – skrzypce
- Tomasz Kłos – saksofon, klarnet
- Robert Szydło – gitara basowa

## Dyskografia
- 1995 Graj, muzyka MC (FolkTime)
- 1996 Nasza polka MC (FolkTime)
- 1996 Folkfestival Gutenbrunn CD (LP)
- 1997 Jedna rasa ludzka rasa 2 CD (QQRYQ Records)
- 1999 Nasza muzyka MC, CD (FolkTime, Pomaton EMI)
- 2000 Chudoba – Polkas, Lullabies & Wedding Songs (WeltWunder)
- 2003 Już się rozziedniewa CD (Festiwal Wyszehradzki)
- 2005 Bente Kahan presents: Voja and her friends. „Sing with us in Yiddish” (Bente Kahan, Teater Dybbuk – Oslo)
- 2007 Zabieszczaduj z Aniołami – Festiwal Bieszczadzki (Dalmafon)